# Mariano Povedano
Mariano Povedano Gutiérrez (Villanueva de Perales, provincia de Madrid, 12 de abril de 1913-Madrid, 19 de febrero de 1973). Periodista de diario Pueblo, poeta en clave humorística, autor teatral, colaboró en guiones de programas de radio y anuncios de Gallina Blanca.

## Biografía
Periodista de diario Pueblo, poeta en clave humorística, autor de teatro, dirigió el Club Pueblo de este periódico y participó activamente en Versos a medianoche en el Café Varela y en Alforjas para la Poesía. Amigo de Mingote, Rafael Azcona, Manuel Alcántara, Manolito el Pollero, Camilo José Cela, Eduardo Alonso, Adriano del Valle, José Antonio Medrano, y otros, con los que formó tertulia y veladas poéticas.
Participó en programas de radio de la Cadena SER, como Cabalgata fin de semana, dirigida por Bobby Deglané y José Luis Pécker, en la que él hacía la noticia y la “contra noticia”, y  en Rompa su disco, del que hacía los guiones, patrocinado por Gallina Blanca, así como en Medio millón, también dirigido por José Luis Pécker, y en el que Povedano preparaba las preguntas.
El Club Pueblo, dirigido por Povedano, en su gran salón ubicado en el edificio de los Sindicatos Verticales,  frente al Museo del Prado, si bien como el periódico fueron un órgano de propaganda  y control de la dictadura, ya avanzada la década  de los años sesenta, se dieron conferencias y se pusieron obras  de teatro de cierto interés, lo que le proporcionó a Povedano una relación con otras gentes de la cultura, escritores, artistas, como por ejemplo Antonio Gala y Buero Vallejo.
En colaboración con José F. Díez escribe la revista Locura de humor, con música del maestro Cabrera, estrenada en el Teatro La Latina el 28 de mayo de 1951 con gran éxito, pues el 18 de noviembre de 1952 alcanzó las 400 representaciones (ABC, 19/11/1952).
En 1969, con 56 años, se casa con Antonia Vico García-Rubio, hija de Antonio Vico Ortuño.